# الدوري الكرواتي لكرة اليد للسيدات
الدوري الكرواتي لكرة اليد للسيدات هو دوري لأندية كرة اليد للسيدات في كرواتيا تأسس في 1991 يلعب فيه 14 فريقا. يتم تنظيمه
من قبل الاتحاد الكرواتي لكرة اليد.